# Beautiful Creatures (Band)
Beautiful Creatures ist eine 1999 in Los Angeles gegründete Hard-Rock-Band.

## Geschichte
Die Band formierte sich 1999 in Los Angeles. Sänger der Band ist Joe Leste, der ehemals bei der Glam-Metal-Band Bang Tango war, die sich kurz vorher zum zweiten Mal auflösten. Zudem gesellten sich 2000 noch DJ Ashba von den Bullet Boys als Gitarrist und Schlagzeuger Glen Sobel, welcher schon als Sessionsmusiker unter anderem für Ken Tamplin und Saga gespielt hat, hinzu. 2001 kam eine Einigung mit dem Label Warner Bros und der Band zustande, woraufhin die Band im selben Jahr die Band ihr erstes, selbstbetiteltes Album herausbrachte. Ihr Livedebüt gab die Band als Vorband von Kiss. zudem spielten sie beim Ozzfest. Kurz nach der Ozzfest-Tour wurde die Band jedoch wieder aus ihrem Vertrag entlassen. Ohne ausreichende Promotion floppte das Album.
Einzelne Bandmitglieder widmeten sich daher wieder anderen Projekten. DJ Ashba verließ die Band um ein Soloprojekt zu starten, ebenso Glen Sobel, der jedoch noch zum Teil an den Aufnahmen zum zweiten Album beteiligt war. Dafür kamen Matt Starr (Schlagzeug) und Mark Simpson (Gitarre) in die Band.  Mit diesem neuen Line-up erschien 2005 das zweite Album Deuce, bei dem jedoch bereits Timmy Russell als neuer Schlagzeuger genannt wurde. Einzelne Songs wurden später in der Fernsehserie Sons of Anarchy sowie im Film Selbst ist die Braut (2009) verwendet.
Bis 2010 blieb die Band in einem sehr wechselhaften Line-Up bestehen, löste sich jedoch schließlich 2010 auf.

### Reunion
Seit 2016 ist die Band im Line-up Joe Lesté, Anthony Focx, Alex Grossi und Timmy Russel wieder zusammen. Bisher erschien eine Deluxe-Veröffentlichung des zweiten Albums.

## Stil
Musikalisch handelt es sich um eine Hard Rock/Glam-Metal-Band im Stile der 1980er. Der Musikstil ist von Bands wie AC/DC, Guns N’ Roses und Faster Pussycat beeinflusst, aber auch von 1970er Bands wie Led Zeppelin oder Aerosmith.

## Diskografie

### Studioalben
- 2001: Beautiful Creatures (Warner Bros.)
- 2005: Deuce (Perris Records/Spitfire Records)

### Singles/EPs
- 2001: Wasted
- 2001: Beautiful Creatures

### Samplerbeiträge
- 2001: Valentine: Music from the Motion Picture (mit dem Song 1 I Am)
- 2002: Music from the Motion Picture Rollerball (mit dem Song Ride)